# Gavi (Piemont)
|  | Aquest article tracta sobre el municipi del Piemont. Vegeu-ne altres significats a «Gavi (desambiguació)». |

Gavi és un municipi situat al territori de la província d'Alessandria, a la regió del Piemont (Itàlia).
Limita amb els municipis d'Arquata Scrivia, Bosio, Carrosio, Francavilla Bisio, Isola del Cantone, Novi Ligure, Parodi Ligure, San Cristoforo, Serravalle Scrivia i Tassarolo.
Pertanyen al municipi les frazioni d'Alice, Monterotondo, Pratolungo i Rovereto.

## Galeria fotogràfica

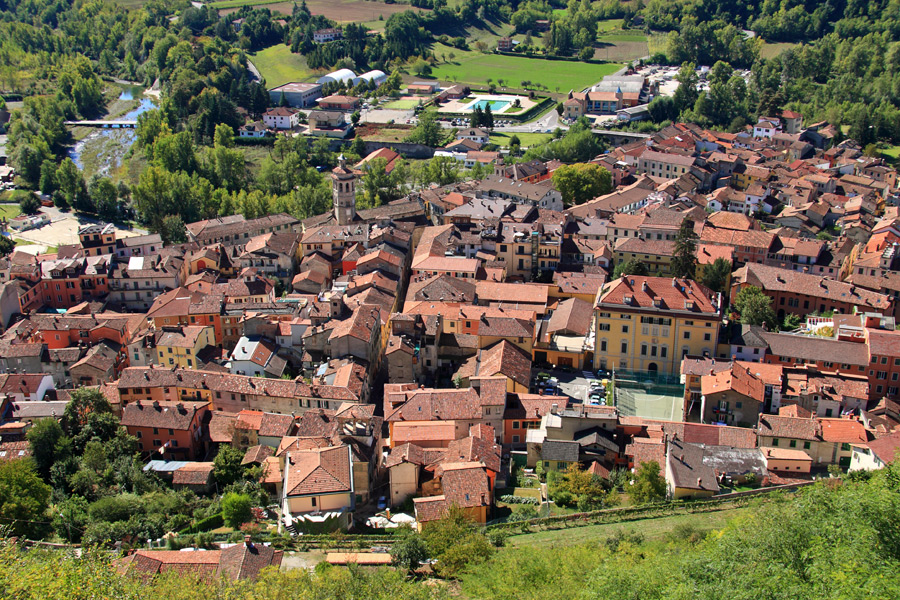
Panorama de Gavi
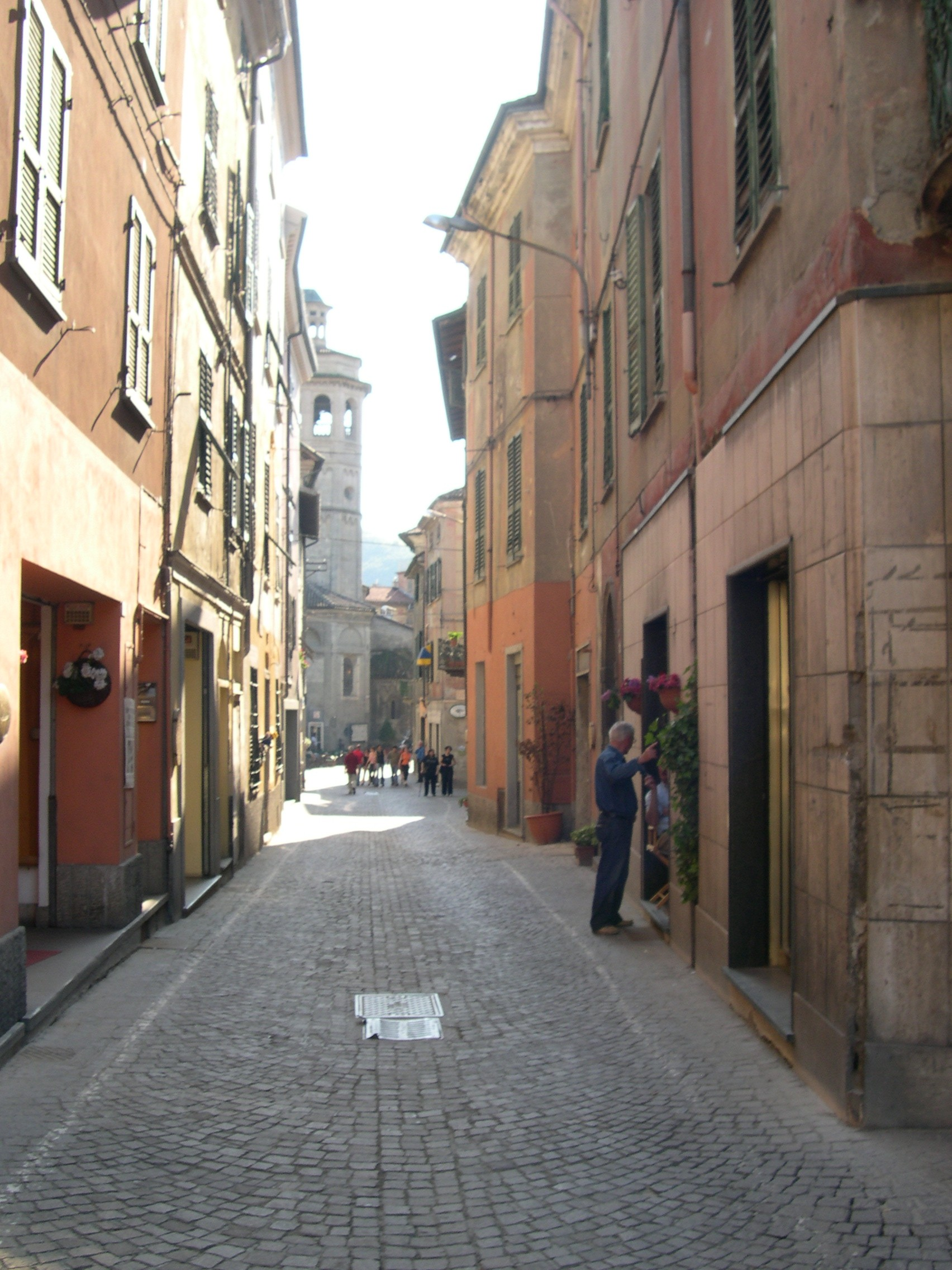
Via Goffredo Mameli
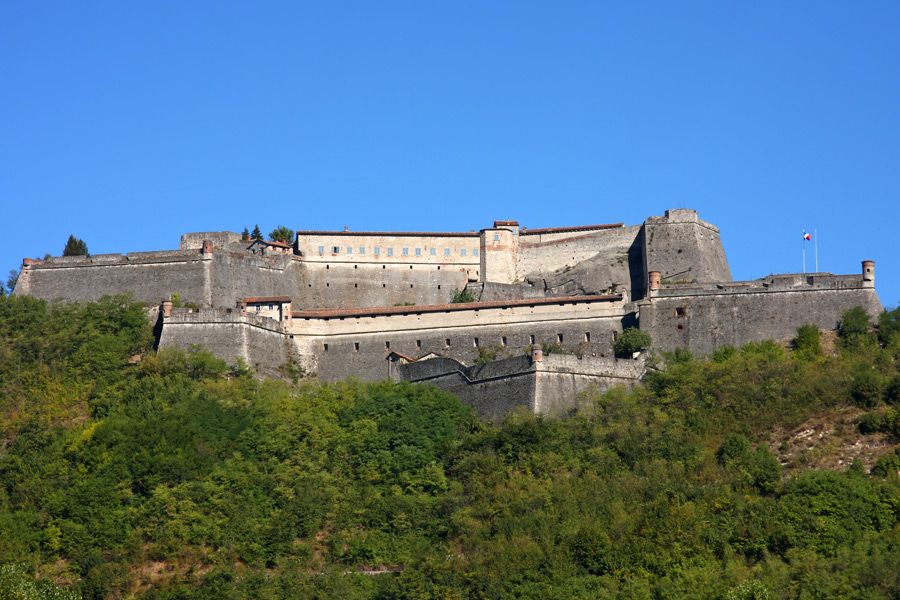
Castell de Gavi